# أحمد بن الأزهر
أحمد بن الأزهر بن منيع بن سليط بن إبراهيم، النيسابوري، العبدي، مولى عبد القيس (171 هـ - 263 هـ) من رواة الحديث وهو صدوق حسن الحديث. قال الذهبي: «الإمام الحافظ الثبت، أبو الأزهر، النيسابوري، محدث خراسان في زمانه....وهو ثقة بلا تردد».

## روايته للحديث النبوي
- سمع: عبد الله بن نمير وأسباط بن محمد ومالك بن سعير ويعقوب بن إبراهيم ووهب بن جرير وعبد الرزاق ويعلى بن عبيد وأنس بن عياض الليثي وعبد الله بن ميمون القداح وأبا أسامة ومحمد بن بشر وابن أبي فديك ومروان بن محمد الطاطري وخلقا سواهم بالحجاز . واليمن والشام والكوفة والبصرة وخراسان.
- حدث عنه : رفيقاه محمد بن رافع ومحمد بن يحيى وقد سمع منه شيخه يحيى بن يحيى التميمي . وحدث عنه النسائي وابن ماجه وأبو حاتم وأبو زرعة وموسى بن هارون وإبراهيم بن أبي طالب وابن خزيمة ومحمد بن عبد الوهاب الفراء وأبو حامد بن الشرقي وخلق خاتمتهم محمد بن الحسين القطان . وممن قيل روى عنه أبو محمد الدارمي والبخاري ومسلم.[3][4]

## الجرح والتعديل
أقوال العلماء فيه 
- أبو أحمد الحاكم: ما حدث من أصل كتابه، فهو أصح.
- أبو أحمد بن عدي الجرجاني: أبو الأزهر بصورة أهل الصدق عند الناس، وقد روي عنه الثقات من الناس.
- أبو حاتم الرازي: صدوق.
- أبو حاتم بن حبان البستي: يخطئ.
- أبو حفص عمر بن شاهين: ثقة نبيل.
- أبو عبد الله الحاكم النيسابوري: بإجماعهم ثقة.
- أحمد بن سيار المروزي: حسن الحديث.
- أحمد بن شعيب النسائي: لا بأس به.
- إبراهيم بن أبي طالب النيسابوري: كان من أحسن مشايخنا حديثا.
- ابن حجر العسقلاني: صدوق كان يحفظ ثم كبر فصار كتابه أثبت من حفظه.
- الدارقطني: لا بأس به.
- الذهبي: الحافظ.
- صالح بن محمد جزرة: صدوق.
- محمد بن يحيى الذهلي: من أهل الصدق والأمانة نري أن يكتب عنه.
- مسلم بن الحجاج النيسابوري: سأل فقال اكتب عنه.
- يحيى بن معين: تكلم فيه ثم عذره.